# Bambusa balcooa
Bambusa balcooa är en gräsart som beskrevs av William Roxburgh. Bambusa balcooa ingår i släktet Bambusa och familjen gräs. Inga underarter finns listade i Catalogue of Life.